# Feuerwehrarzt
Ein Feuerwehrarzt ist ein Arzt im Dienst der Feuerwehr. Er ist primär für die medizinische Fachberatung der Führungskräfte der Feuerwehr sowie für die medizinische Betreuung, Ausbildung und Prävention/Gesundheitsförderung der Feuerwehrangehörigen zuständig. In Deutschland trägt ein Feuerwehrarzt üblicherweise die normale Dienstkleidung mit einem Äskulapstab als Funktionszeichen und (beim Schutzanzug) der Beschriftung „Arzt“ auf dem Rücken.

## Aufgabenbereiche
Ein Feuerwehrarzt ist Teil des ärztlichen Diensts in der Feuerwehr. Er ist für die medizinische Betreuung der Feuerwehrangehörigen zuständig. Außerdem berät er die Führungskräfte in medizinischen Belangen. Zu den Aufgaben eines Feuerwehrarztes gehören beispielsweise die Mitwirkung und medizinische Fachaufsicht bei Fortbildungs- und Präventionsmaßnahmen. Er ist darüber hinaus im Rahmen der Nachbereitung von Einsätzen tätig. Während eines Einsatzes (insbesondere bei Großschadenslagen) berät er den Einsatzleiter und ist für die ärztliche Sicherung der Einsatzkräfte zuständig. Auch die Koordination mit Rettungsdienstorganisationen fällt in seinen Aufgabenbereich. Eine wichtige Aufgabe hat der Feuerwehrarzt im Rahmen des Atemschutzes, wo er bei entsprechender Qualifikation auch über die Tauglichkeit der Feuerwehrmitglieder urteilen kann oder muss.
Ein Feuerwehrarzt kann auch im Rahmen des Rettungsdienstes der Feuerwehr eingesetzt werden, bei entsprechender Qualifikation auch als Notarzt, sofern ein leitender Notarzt anwesend ist.

## Ernennung

### Deutschland
In Deutschland werden Feuerwehrärzte üblicherweise vom Leiter der Feuerwehr ernannt. Pro Landkreis bzw. kreisfreier Stadt sollte gemäß der Fachempfehlung Ärztlicher Dienst in der Feuerwehr des Deutschen Feuerwehrverbands mindestens ein Feuerwehrarzt vorhanden sein. Daneben gibt es Bezirks-, Landes- und Bundesfeuerwehrärzte, die vom jeweiligen Feuerwehrverband bestellt werden.
| Bundesfeuerwehrarzt  | Amtszeit                          |
| -------------------- | --------------------------------- |
| Peter Sefrin         | 10. Juli 1991 – 10. Juni 2010     |
| Hans-Richard Paschen | 10. Juni 2010 – 31. Dezember 2015 |
| Klaus Friedrich      | seit 1. Januar 2016-März 2024     |
| Martin zur Nieden    | seit März 2024                    |

### Österreich

Abzeichen eines Feuerwehrarztes in Österreich

Die Feuerwehrärzte müssen Doktor der gesamten Heilkunde mit ius practicandi sein oder in Ausbildung dazu sein oder das Recht zur selbstständigen Berufsausbildung haben. Sie werden auf Vorschlag der Feuerwehr vom Landesfeuerwehrverband ernannt. Als übergeordnete Funktion gibt es in einigen Bundesländern den Bezirksfeuerwehrarzt, denen überall der Landesfeuerwehrarzt vorsteht.